# 维斯特霍伊特罗德
维斯特霍伊特罗德（德語：Wüstheuterode）是德国图林根州的市镇，隶属于艾希斯费尔德县。总面积为4.93平方千米，截至2023年12月31日总人口为570人。